# هویت جنسی
هویت جنسی (به انگلیسی: Sexual identity) برداشت یک شخص از تمایل جنسی یا عاطفی خود نسبت به دیگران است. هویت جنسی همچنین ممکن است به معنای هویت گرایش جنسی نیز استفاده شود، که به این معناست که فرد از نظر گرایش جنسی خود را متعلق به کدام دسته می‌پندارد. هویت جنسی و رفتار جنسی ارتباط تنگاتنگی با گرایش جنسی دارند، ولی از هم متمایز هستند. هویت جنسی به معنای تصور شخص از تمایلات جنسی خودش است. رفتار جنسی به این می‌پردازد که شخص در زندگی واقعی با کدام جنسیت/جنسیت‌ها رابطهٔ جنسی برقرار می‌کند. گرایش جنسی نمایان‌گر تمایل جنسی یا عاطفی به شخص یا اشخاصی از جنس یا جنسیت موافق یا مخالف یا هر دو است.
در زمان‌های گذشته تشکیل هویت جنسی را روندی که تنها در اقلیت‌های جنسی رخ می‌دهد تصور می‌کردند، در حالی که مدل‌های توضیحی مدرن، آن را روندی بسیار جامع‌تر می‌دانند و تلاش می‌کنند هویت جنسی را از چشم‌انداز دیگر نظریه‌های هویتی بزرگ تعریف نمایند.

## تعریف و هویت
هویت جنسی بخشی از هویت شخص تعریف شده است که بازتاب‌دهندهٔ درک شخصی او نسبت به امیال جنسی‌اش است. برای ایجاد ساختاری عظیم‌تر و چندبعدی از هویت کلی شخص، به‌هم‌پیوستن هویت جنسی با دیگر اجزای تشکیل‌دهندهٔ آن (مانند اخلاقیات، دین، قومیت، یا شغل) ضروری است.
هویت جنسی می‌تواند در طول زندگی شخص دستخوش تغییر شود و لزوماً با جنسیت زیست‌شناختی، رفتار جنسی، یا گرایش جنسی واقعی شخص مطابق نیست. به عنوان مثال، یک شخص همجنس‌گرا یا دوجنس‌گرا که در منطقه‌ای که همجنس‌گراستیز است یا حقوق دگرباشان در آن رعایت نمی‌شود زندگی می‌کند، ممکن است از نظر هویتی خود را همجنس‌گرا یا دوجنس‌گرا نداند. در مطالعه‌ای که در سال ۱۹۹۰ توسط انجمن اجتماعی جنسیت انجام شد، تنها ۱۶٪ از زنان و ۳۶٪ از مردانی که دارای میل جنسی به همجنس خود بودند هویت همجنس‌گرایانه یا دوجنس‌گرایانه داشتند.
هویت جنسی بیش از آنکه تحت‌تاثیر گرایش جنسی باشد، با رفتار جنسی ارتباط دارد. همان مطالعه نشان داد که ۹۶٪ از زنان و ۸۷٪ از مردانی که هویتی همجنس‌گرایانه یا دوجنس‌گرایانه داشتند، با فرد همجنس رابطهٔ جنسی برقرار کرده بودند. در حالی که در میان کسانی که تنها میل جنسی به همجنس داشتند و از نظر هویتی خود را همجنس‌گرا نمی‌دانستند این عدد به ۳۲٪ در میان زنان و ۴۳٪ در میان مردان کاهش یافت. نتیجه‌گیری سازمان این‌گونه بود که: «اینکه شخصی هویت فردی خود را به عنوان یک همجنس‌گرا تعریف نماید، نیازمند روندی پیچیده از نظر روانی و اجتماعی است که در جامعهٔ کنونی [آمریکا]، تنها با گذشت زمان و آن‌هم پس از مقدار زیادی درگیری شخصی و تردید در خواسته‌های خود (و همچنین تحمل فشارهای جامعه) حاصل می‌شود.»

### جنسیت برچسب‌نخورده
جنسیتِ برچسب نخورده در ارتباط با افرادی استفاده می‌شود که مایل به برچسب‌زدن به هویت جنسی خود نیستند. این نوع هویت‌سازی ممکن است به دلایل مختلفی انجام شود: عدم اطمینان فرد از امیال جنسی‌اش، یا سرباززدن فرد از پذیرش یک برچسب جنسی خاص به‌این‌دلیل که علاقه ندارند خود را زیر سلطهٔ یک برچسب مقید سازند و ترجیح می‌دهند به‌جای‌این‌که با ساخت هویت جنسی، خود را در بند تمایل به جنس مخالف، همجنس، یا هر دو سازند و احساس اجبار کنند، در بیان میل جنسی خود آزاد باشند. یکی از دلایل دیگری که اشخاص خود را «برچسب نخورده» معرفی می‌کنند بی‌میلی آن‌ها به پذیرش خود به عنوان یک اقلیت جنسی (همجنس‌گرا یا دوجنس‌گرا) است. از آنجا که معرفی خود به عنوان «برچسب‌نخورده» تصمیمی عامدانه برای عدم اتخاذ هویت جنسی است، با دوجنس‌گرایی یا هر هویت جنسی دیگری تفاوت دارد. اشخاص برچسب‌نخورده بیش از دیگران جنسیت را تغییرپذیر و سیال می‌دانند و معمولاً تمرکز میل جنسی در آنان روی فرد، و نه جنسیت اوست.
در بعضی از زنانی که خود را برچسب‌نخورده می‌نامند، علت این کار عدم اطمینان یا ناتوانی آن‌ها در انتخاب نوع روابطی است که مایلند در آینده داشته باشند؛ بنابراین خودداری از برچسب‌های جنسی، می‌تواند مجالی برای شخص مهیا سازد که امیال جنسی واقعی خود را به طور بهتری بشناسد، زیرا دیگر هویت جنسی با القای اینکه باید جذب چه کسی شود یا چه جنسیتی را بپسندد او را تحت فشار قرار نمی‌دهد.

## روند شکل‌گیری هویت جنسی

بعضی اشخاص در شناخت هویت جنسی خود دچار سردرگمی می‌شوند

بیشتر مطالعات انجام شده بر شکل‌گیری هویت جنسی، بر روند شکل‌گیری هویت جنسی در میان اشخاصی که به همجنس تمایل دارند تمرکز داشته است. بسیاری از افراد علاقمند به همجنس، در مقطعی از زندگی خود آشکارسازی می‌کنند. روند آشکارسازی به سه مرحلهٔ کلی تقسیم می‌شود. اولین مرحله، «شناخت خود» است و به این معناست که شخص متوجه می‌شود که از نظر جنسی و عاطفی به افراد همجنس تمایل دارد. این مرحله را گاهی آشکارسازی درونی نیز می‌نامند و ممکن است در کودکی یا بلوغ رخ دهد، هر چند در بعضی اشخاص بسیار دیرتر و در چهل سالگی یا حتی بعد از آن ایجاد می‌شود. مرحلهٔ دوم شامل این تصمیم می‌شود که شخص گرایش خود را برای دیگران آشکار سازد یا به عبارت دیگر نزد خانواده، دوستان، و/یا همکاران آشکارسازی کند. مرحلهٔ سوم نیز زندگی آشکار به عنوان یک شخص دگرباش در جامعه است. در جامعهٔ امروزی ایالات متحده، اشخاص معمولاً در دوران دبیرستان یا کالج آشکارسازی می‌کنند و در این سن، ممکن است این افراد علیرغم نیاز به کمک دیگران، از درخواست کمک خودداری کنند، خصوصاً اگر گرایش جنسی آن‌ها در جامعه پذیرفته نشده باشد. گاهی این اشخاص گرایش خود را حتی با خانواده نیز در میان نمی‌گذارند.
شکل‌گیری هویت جنسی همجنس‌گرایانه یا دوجنس‌گرایانه روندی پیچیده و گاهی دشوار است. برخلاف دیگر اقلیت‌های جامعه (مثلاً اقلیت‌های قومی یا نژادی)، بیشتر اشخاص همجنس‌گرا یا دوجنس‌گرا میان افرادی رشد می‌کنند که همنوع‌شان نیستند و بنابراین قادر نیستند از آن‌ها دربارهٔ هویت خود بیاموزند و مورد تصدیق یا حمایت هویتی قرار گیرند. اتفاقاً، بسیاری از اشخاص همجنس‌گرا یا دوجنس‌گرا در جوامعی رشد می‌کنند که نسبت به همجنس‌گرایی یا بی اطلاعند یا رفتاری خصمانه دارند.
بعضی اشخاص که تمایلات جنسی‌ای خلاف میل خود دارند ممکن است تصمیم بگیرند که عامدانه هویتی برخلاف میل جنسی درونی خود بسازند. این امر سبب می‌شود که هویت گرایش جنسی شخص با گرایش جنسی واقعی او در تضاد باشد. هویت گرایش جنسی (و نه گرایش جنسی او) ممکن است تحت‌تاثیر روان‌درمانی، انجمن‌های حمایتی، و رخدادهای متفاوت زندگی، دستخوش تغییر شود. شخصی که گرایش‌های همجنس‌گرایانه دارد ممکن است به روش‌های مختلفی برای خود هویت‌سازی کند. این شخص ممکن است هویت خود را به عنوان یک همجنس‌گرا بپذیرد، خود را یک دگرجنس‌گرا بپندارد، هویت همجنس‌گرایانهٔ خود را پس بزند و خود را یک همجنس‌گرای سابق به حساب بیاورد، یا به کل از ساختن هویت جنسی برای خود خودداری کند. در دستورالعمل‌های حال حاضر مشاوره برای اشخاصی که تمایل جنسی به همجنس داشته ولی از نظر هویتی دچار سردرگمی و خود درگیری هستند، چنین توصیه می‌شود که توسط مشاور مورد درک و حمایت قرار گیرند و روندهایی مانند کنار آمدن با واقعیت، و جستجو و رشد هویتی برای ایشان تسهیل گردد، بدون اینکه هویت گرایش جنسی خاصی مستقیماً به او القا شود.

### الگوهای شکل‌گیری هویت جنسی
الگوهای بسیاری پیشنهاد شده‌اند که آشکارسازی را روندی در شکل‌گیری هویت جنسی همجنس‌گرایانه محسوب می‌کنند. این مدل‌های قدیمی، شکل‌گیری هویت جنسی را روندی که تنها در اقلیت‌های جنسی رخ می‌دهد به حساب می‌آوردند. با این حال، این‌گونه نیست که تمام افراد دگرباش از چنین الگویی پیروی کنند. به عنوان مثال، همان‌طور که جوانان دگرجنس‌گرا در سنین بلوغ به تمایل خود به جنس مخالف پی می‌برند و هیچ احساس تفاوت، ننگ، یا شرم نمی‌کنند، بعضی نوجوانان دگرباش نیز در همان سن متوجه میل به همجنس یا هویت جنسیتی خود شده و بدون اینکه جنسیت فرد مورد علاقه احساساتی منفی در آنها ایجاد کند این احساس را می‌پذیرند. الگوهای امروزی‌تر هویت جنسی این روند را فراگیرتر و همه‌گیرتر می‌پندارند. الگوهای کنونی شکل‌گیری هویت جنسی سعی در گنجاندن آن در دیگر مدل‌های شکل‌گیری هویت، مانند وضعیت‌های خودشناسی مارسیا دارند.
الگوی هویتی کس که توسط ویویان کس ایجاد شد، شش مرحلهٔ جداگانه را در کسانی که با موفقیت آشکارسازی می‌کنند تعریف می‌کند: ۱) سردرگمی هویتی، ۲) مقایسهٔ هویت، ۳) تحمل هویت، ۴) پذیرش هویت، ۵) افتخار به هویت، ۶) یکپارچه‌سازی هویتی. الگوی فسینجر در شکل‌گیری هویت همجنس‌گرایان چهار مرحله را در سطوح فردی و گروهی تعریف می‌کند: ۱) آگاهی، ۲) کاوش، ۳) تعمق/سرسپردگی، ۴) درونی‌سازی/یکپارچه‌سازی.
بعضی الگوهای شکل‌گیری هویت جنسی شامل مراحل جداگانه و ترتیب‌دار نمی‌شوند بلکه شکل‌گیری هویت را شامل روندهای هویتی مستقل می‌دانند. به عنوان مثال، الگوی دیاگلی شش روند هویتی مستقل بدون ترتیب را ذکر می‌کند: ۱) خروج از هویت دگرجنس‌گرایانه، ۲) ایجاد هویت دگرباشانهٔ شخصی، ۳) ایجاد هویت دگرباشانهٔ اجتماعی، ۴) به‌شمار آوردن خود به عنوان بخشی از جامعهٔ دگرباشان، ۵) ایجاد روابط خصوصی دگرباشانه، و ۶) ورود به اجتماعات دگرباشان.
الگوهای معاصر، تشکیل هویت جنسی را بیش از اینکه مخصوص اقلیت‌های جنسی بدانند روندی جهانی به‌شمار می‌آورند. این بدان معناست که شکل‌گیری هویت جنسی تنها در اقلیت‌های جنسی رخ نمی‌دهد و جمعیت دگرجنس‌گرایان نیز برای خود هویت جنسی می‌سازد. مطالعات جدید این نظریات را پشتیبانی می‌کنند و نشان داده‌اند که اشخاص دگرجنس‌گرا نیز تمام وضعیت‌های ذکر شده توسط مارسیا را در حوزهٔ گرایش جنسی از خود بروز می‌دهند.